# Campeonato Mundial de Remo de 1979
El IX Campeonato Mundial de Remo se celebró en Bled (Yugoslavia) entre el 4 y el 9 de septiembre de 1979 bajo la organización de la Federación Internacional de Sociedades de Remo (FISA) y la Federación Yugoslava de Remo.
Las competiciones se realizaron en el canal de remo del lago homónimo.

## Medallistas

### Masculino
| Evento                         | Oro | Plata | Bronce |
| ------------------------------ | --- | --- | --- |
| Scull individual M1X           | Pertti Karppinen · Finlandia · | Peter-Michael Kolbe RFA | Rüdiger Reiche RDA |
| Doble scull M2X                | Alf Hansen · Frank Hansen · Noruega · | Zdeněk Pecka Václav Vochoska Checoslovaquia | Uwe Heppner Martin Winter RDA |
| Cuatro scull M4X               | Peter Kersten Karl-Heinz Bußert Klaus Kröppelien Joachim Dreifke RDA | Michael Dürsch Raimund Hörmann Albert Hedderich Dieter Wiedenmann RFA                                                                                     | Roland Weill Charles Imbert Jean-Raymond Peltier Christian Marquis Francia |
| Dos sin timonel M2-            | Bernd Landvoigt Jörg Landvoigt RDA | Yuri Pimenov Nikolai Pimenov URSS | Stefan Netzle · Hans-Konrad Trümpler · Suiza · |
| Dos con timonel M2+            | Jürgen Pfeiffer Gert Uebeler Georg Spohr (t) RDA | Milan Škopek Josef Plamínek Oldřich Hejdušek (t) Checoslovaquia                                                                                           | Mark Borchelt Fred Borchelt Christopher Wells (t) Estados Unidos |
| Cuatro sin timonel M4-         | Siegfried Brietzke Andreas Decker Stefan Semmler Wolfgang Mager RDA | Lubomír Zapletal Jiří Prudil Josef Neštický Vojtěch Caska Checoslovaquia                                                                                  | Martin Cross David Townsend Ian McNuff John Beattie Reino Unido |
| Cuatro con timonel M4+         | Ullrich Dießner Walter Dießner Jens Doberschütz Bernd Schlufter Werner Lutz (t) RDA | Artūrs Garonskis Dimants Krišjānis Dzintars Krišjānis Žoržs Tikmers Juris Bērziņš (t) URSS                                                                | Andreas Görlich Frank Schütze Wolfram Thiem Wolf-Dieter Oschlies Manfred Klein (t) RFA                                                                                           |
| Ocho con timonel M8+           | Dietmar Schiller Jörg Friedrich Werner Wenzel Friedrich-Wilhelm Ulrich Bernd Höing Ulrich Karnatz Bernd Krauß Ortwin Rodewald Klaus-Dieter Ludwig (t) RDA 5:36,41                                 | Grant McAuley Anthony Brook Timothy Logan Gregory Johnston Conrad Robertson Peter Jansen Mark James Robert Robinson Alan Cotter (t) Nueva Zelanda 5:39,92 | Viktor Kokoshin Igor Maistrenko Alexandr Mantsevich Vitali Moroz Andrei Ruditsin Alexandr Tkachenko Andrei Tishchenko Andrei Luguin Grigori Dmitrenko (t) URSS 5:40,69           |
| Scull individual ligero LM1X   | William Belden Estados Unidos | Brian Thorne · Canadá · | Raimund Haberl · Austria · |
| Doble scull ligero LM2X        | Pål Børnick · Arne Gilje · Noruega · | Harald Punt · Roel Michels · Países Bajos · | Mauro Torta · Romano Uberti · Italia · |
| Cuatro sin timonel ligero LM4- | Ian Wilson Stuart Wilson Colin Barratt Nicholas Howe Reino Unido | Peter van Berkel · Willem Appeldoorn · Richard Helsloot · Paul Paulsen · Países Bajos ·                                                                   | Reto Wyss · Thomas von Weissenfluh · Pierre Zentner · Pierre Kovacs · Suiza · |
| Ocho con timonel ligero LM8+   | Francisco Goicoechea Luis Arteaga León Jaime Uriarte José Antonio Expósito Sánchez Antonio Elizalde Dionisio Redondo Javier Puertas Cabezudo Fernando Climent Pedro Olasagasti (t) España 5:53,10 | Stephen Schmitt Scott Strong Thomas Phillips Jeff Kroesen Craig Drake John Fletcher Bryan Lewis William Bater Robert Brody (t) Estados Unidos 5:53,28     | Markus Emke · Henk van der Kwast · Hans Pieterman · Hans Lycklama · Hans Povel · Bert van Baal · Rob Uilenbroek · Ron Velthuis · Gelle Klein Ikkink (t) · Países Bajos · 5:55,06 |

### Femenino
| Evento                        | Oro | Plata | Bronce |
| ----------------------------- | --- | --- | --- |
| Scull individual W1X          | Sanda Toma Rumania | Martina Schröter RDA | Hette Borrias · Países Bajos · |
| Doble scull W2X               | Cornelia Linse Heidi Westphal RDA | Svetla Otsetova Zdravka Yordanova Bulgaria                                                                                                | Valeria Răcilă Olga Homeghi Rumania |
| Cuatro scull con timonel W4X+ | Roswietha Zobelt Jutta Lau Christine Röpke Sybille Tietze Liane Buhr (t) RDA                                                                                     | Rumeliana Boncheva Mariana Serbezova Dolores Nakova Anka Bakova Ani Filipova (t) Bulgaria                                                 | Maria Micșa Aneta Mihaly Sofia Corban Veronica Jugănaru Elena Giurcă (t) Rumania                                                                            |
| Dos sin timonel W2-           | Cornelia Bügel Ute Steindorf RDA | Florica Petcu Elena Horvat Rumania | Małgorzata Dłużewska · Czesława Kościańska · Polonia · |
| Cuatro con timonel W4+        | Svetlana Semionova Galina Stepanova Valentina Semionova Mariya Fadeyeva Nina Cheremisina (t) URSS                                                                | Marita Sandig Ute Skorupski Angelika Noack Kersten Neisser Kirsten Wenzel (t) RDA                                                         | Georgeta Militaru Florica Silaghi Maria Fricioiu Elena Avram Aneta Matei (t) Rumania                                                                        |
| Ocho con timonel W8+          | Nina Antoniuk Tatiana Buniak Nadezhda Dergachenko Valentina Yermakova Mariya Paziun Yelena Terioshina Nina Umanets Olga Pivovarova Nina Frolova (t) URSS 2:58,09 | Martina Boesler Silvia Fröhlich Petra Köhler Jutta Raeck Renate Neu Ilona Richter Ramona Kapheim Karin Metze Marina Wilke (t) RDA 2:59,36 | Carol Brown Carol Bower Susan Tuttle Jeanne Flanagan Patricia Brink Patricia Spratlen Janet Harville Mary O'Connor Hollis Hatton (t) Estados Unidos 2:59,91 |

## Medallero
| Núm. | País           | Oro | Plata | Bronce | Total |
| ---- | -------------- | --- | ----- | ------ | ----- |
| 1    | RDA            | 9   | 3     | 2      | 14    |
| 2    | URSS           | 2   | 2     | 1      | 5     |
| 3    | Noruega        | 2   | 0     | 0      | 2     |
| 4    | Rumania        | 1   | 1     | 3      | 5     |
| 5    | Estados Unidos | 1   | 1     | 2      | 4     |
| 6    | Reino Unido    | 1   | 0     | 1      | 2     |
| 7    | España         | 1   | 0     | 0      | 1     |
| 7    | Finlandia      | 1   | 0     | 0      | 1     |
| 9    | Checoslovaquia | 0   | 3     | 0      | 3     |
| 10   | Países Bajos   | 0   | 2     | 2      | 4     |
| 11   | RFA            | 0   | 2     | 1      | 3     |
| 12   | Bulgaria       | 0   | 2     | 0      | 2     |
| 13   | Canadá         | 0   | 1     | 0      | 1     |
| 13   | Nueva Zelanda  | 0   | 1     | 0      | 1     |
| 15   | Suiza          | 0   | 0     | 2      | 2     |
| 16   | Austria        | 0   | 0     | 1      | 1     |
| 16   | Francia        | 0   | 0     | 1      | 1     |
| 16   | Italia         | 0   | 0     | 1      | 1     |
| 16   | Polonia        | 0   | 0     | 1      | 1     |
|      | TOTAL          | 18  | 18    | 18     | 54    |